# Plebejus amanda
Plebejus amanda är en fjärilsart som beskrevs av Schneid 1792. Plebejus amanda ingår i släktet Plebejus och familjen juvelvingar. Inga underarter finns listade i Catalogue of Life.